# 競技

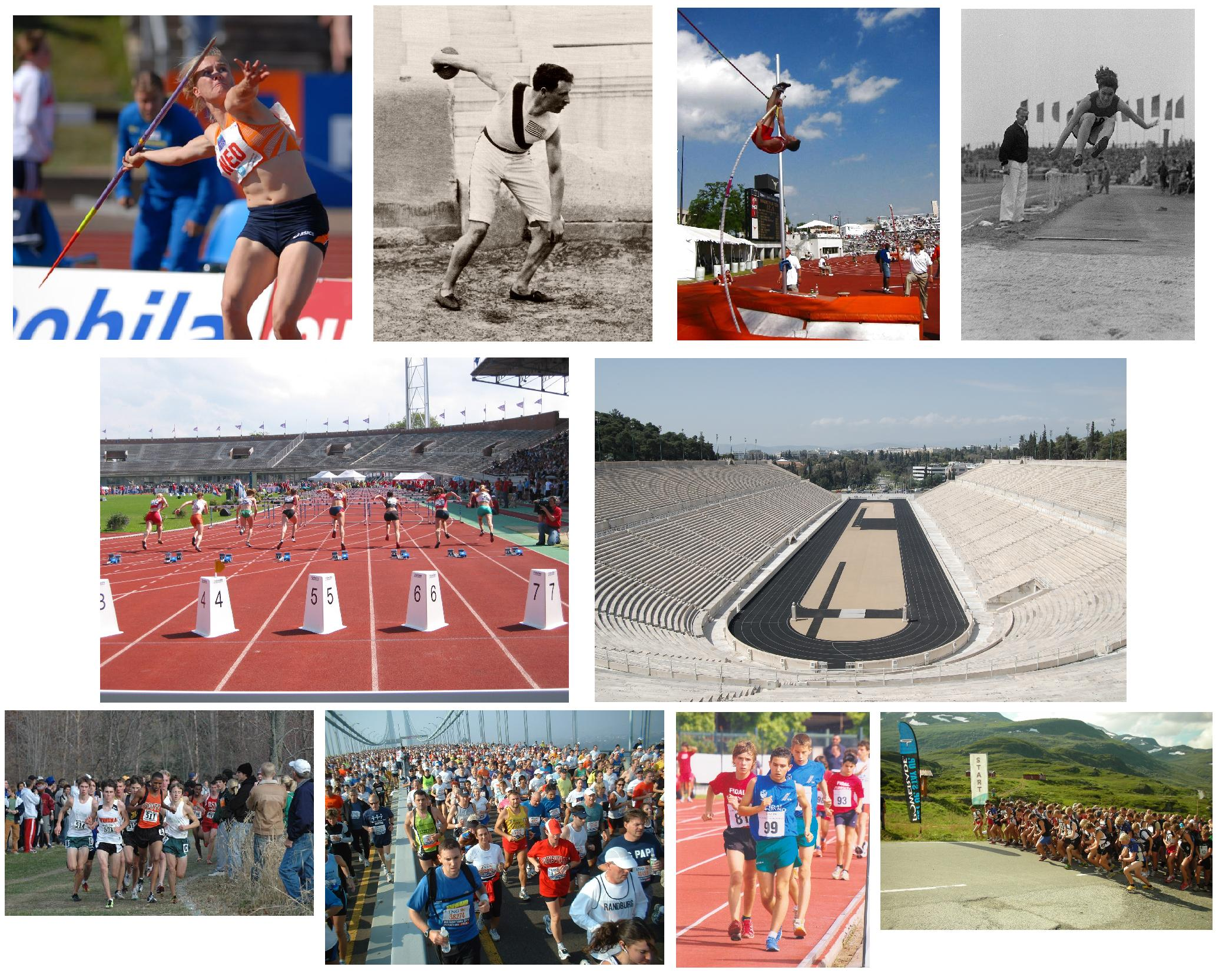
スポーツにおける競技例。陸上競技に分類されるスポーツ競技の一部を示す画像集。

競技（きょうぎ、英: competition コンペティション）は、一定のルールに従って、優劣を競うこと。日本語では英語のカタカナ表現の「コンペティション」も使われ、日常的にはむしろその短縮形の「コンペ」が使用されることも多い。

## 概説
競技とは一定の規則に従った状態で、何らかの技の優劣を競うことである。
競う内容は様々で、限定は無い。たとえば、何らかの技術であったり、身体的な能力等々である。大辞泉は「陸上競技」「珠算競技」などの表現を挙げている。競技で競う人を競技者と言う。
競技には様々な分類法がある。たとえば個人の優劣を競う「個人競技」とグループの優劣を競う「団体競技」に分類する方法がある。また、室内/屋外で区分し「室内競技」「屋外競技」に分類する方法もある。競技者の年齢で分類し「ユース競技」「シニア競技」などに分類する方法もある。
なお、遊びやレクリエーションの分野の文献では競技が「技の優劣を競う遊戯（ゲーム）」とも説明されているが、遊戯の対訳はプレイ（Play）であり、ゲーム（Game）は勝負を意味するため、和製英語としての誤用である。プロ化が進んだ競技の場合は、競技者は職業人生をかけて競技を行っているので「遊戯（遊び）」と呼ぶのは不適切である。

## 競技会
競技を行うための会あるいは集い（つどい）を競技会と言う。外来語を好む人は「コンペ」と言う。
何らかの主催者によって競技会が計画されることもあり、その場合、あらかじめ日程を決め、あらかじめ参加者（競技者、審判員、運営員など）に告知し、予定日に人々が集合し行われる。
規模が大きい場合や競技種目が多数におよぶ場合は「競技大会」「大会」「選手権大会」とも称される。その分野の協会や競技管理運営団体によって認証されるものも多い。
ルール違反（＝反則行為）を行った場合、「失格」「退場」などと判断され、それ以降の競技出場停止となる場合もある（場合によっては、次大会への参加を禁止される場合もあるほか、特に悪質な場合は恒久的に参加資格を喪失する「追放」となる場合もある）。
競技会は「本戦・本選」と、「予選（予選会）」（本戦への参加者を選ぶための競技会）に分類されることがある。
競技会（大会）は、エリアの広さで下記のように分類することも可能である。
- 全世界的な規模で行われる世界大会（世界選手権大会）
- 特定の地域や文化圏で行われる大会（地域大会、～圏大会。地域選手権大会。ヨーロッパ選手権、アジア選手権、アジア競技大会、東アジア大会、ポルトガル語圏競技大会など）
- 一国の中だけで行われる大会（米国大会、ドイツ大会、ロシア大会、日本大会など。また日本選手権大会、「国内選手権大会」「全国大会」などの名称も）
- 一国内の特定地域で行われ、その国で「地方大会」などと呼ばれているもの

競技会が何らかの理由により中止された場合、出場が決まっていた選手・チーム及び開催地に選ばれていた地域の救済、より上位の競技会への出場選手・チームの決定、予定されていた競技会のために新設・増改築した施設の活用などの目的から、予定されていた競技会よりも規模を縮小した「代替大会」が実施される場合もある。
競技会によっては、人口や過去大会の成績などにより地域ごとに競技会に出場できる選手・チームの数を割り振りしており、これは「出場枠」とも呼ばれる。この場合、人口減少や成績不振が顕著な地域の枠を減らし、他の地域にその分を割り当てるなどの調整がされることもある。
競技会は日程があらかじめ決められている場合が多いが、その場合でも不測の事態や開催地の天候などにより、日程が変更される場合がある。

## 競技や競技会の例

### 運動
運動（スポーツ」）の競技会は、スポーツの種類と同じくらいあると言ってもさしつかえない。細かく言うとルールの違いで別の競技会が開かれることもある。網羅的に挙げることはせず、代表的なものを下に挙げる。
なお、各運動競技について国際的に統轄する団体として国際競技連盟（International Sports Federations, ISFs）がある。ドーピングはルール違反であり、世界アンチ・ドーピング機構（WADA）がドーピング関連の罰則規定の制定やドーピング検査を行っており、違反者は出場停止処分やメダル剥奪処分となる。
- 陸上競技
- 体操競技
- 水泳競技（小さな競技会は各中学校・高校などでも開催されている。世界的に有名な競技会としては世界水泳選手権、オリンピックの競泳競技等々。）
- サッカー（世界大会のFIFAワールドカップなど）
- クリケット（世界大会のクリケットワールドカップなど）
- ラグビー（世界大会のラグビーワールドカップなど）
- ボート競技
- セーリング競技（世界各地のヨット協会やマリーナ主催なども含めると非常に多数開催されている。有名な大会はアメリカスカップやヴァンデグローブなど）
- テニス競技（競技会は地域コミュニティや各学校などで、無数に行われている。世界的に有名なのはen:ATP World Tour）
- ゴルフ競技（競技会はほとんど無数と言ってよいほどに行われており、小さなものでは、友人・知人など数人程度でしばしば気軽に行なわれている。しばしば「ゴルフコンペ」という表現のほうが選ばれる。特に有名な大会は、全英アマチュアゴルフ選手権、全米アマチュアゴルフ選手権、全英オープン、全米オープン）
- 馬術競技
- 自転車競技（競技会は世界各地で非常に多数開催されている。たとえばロードレースで世界的に特に有名なものではツール・ド・フランス、ジロ・デ・イタリアなど）
- スポーツクライミング（厳密なルールにもとづいて人工壁で競技を行う。統括組織は国際スポーツクライミング連盟（IFSC）。リード、ボルダリング、スピードの3種目がある）
- ダンス競技（競技ダンス）

オリンピックおよびパラリンピック
オリンピックやパラリンピックでは複数の種類（種目）の競技が行われる。
- 古代オリンピック（古代ギリシアのオリンピアで4年に1度開催された競技会）
- 近代オリンピック（19世紀にフランスのクーベルタン男爵の呼びかけにより平和の祭典として開催されるようになった。夏季オリンピックと冬季オリンピックに分けられた。それぞれ4年に1度開催される。）
- パラリンピック（身体障害者スポーツ競技の世界大会）

その他、世界選手権大会や障害者スポーツで各種スポーツの世界的な競技会について説明。

### ボードゲーム、カードゲーム
ボードゲームの数だけ競技や競技会があるが、いくつか代表的なものを下に挙げる。
- チェス（世界チェス連盟（FIDE）のデータベースにおける登録競技者数は36万人ほど[いつ?]。世界チェス選手権、全日本チェス選手権等々）
- 囲碁（世界アマチュア囲碁選手権戦、世界囲碁選手権富士通杯など）
- バックギャモン（大会は英語ではBackgammon （World） Championshipなど。日本語では「バックギャモン選手権」と言う。en:List_of_World_Backgammon_champions）
- オセロ（リバーシ）（othello championship等々）
- ポーカー（en:World Series of Poker等々）
- モノポリー(モノポリー世界選手権)

### ビデオゲーム
ビデオゲームの大規模な競技会の最初期のものとしては、1980年にAtariが主催したスペースインベーダーの競技大会「Space Invaders Championship」があり、全米から1万人超が参加した。
近年、世界で大規模な競技大会が行われているゲームとしてはen:Dota、League of Legends、Counter-Strike、Call of Dutyなどがある。
- League of Legends（競技大会は世界各地で開催されており、League of Legends#大会で解説）
- コールオブデューティ（競技大会としてはCall of Duty World League（英語版）など）
- ストリートファイター (ゲーム)。大会としては2013年に始まったカプコンカップなど。中・小規模のものは多数。
- 大乱闘スマッシュブラザーズシリーズ。大会としては大乱闘スマッシュブラザーズのプロ大会（英語版）に記載のものなど多数。

等々等々。

### 技能・職能
数学
数学の競技会は、ルネサンス期のイタリアでもさかんに行われた。現代でも国際数学オリンピックなど多数ある。
プログラミング
プログラミングの競技は競技プログラミングという。競技会としては Google Code Jam、Facebook Hacker Cup、ICFP Programming Contestなど。
計算
- 珠算については全日本珠算選手権大会等が行われている。
- 暗算については全国あんざんコンクール等が行われている。
- 電卓での計算については全日本電卓競技大会などが行われている。

実務系
- パソコン操作（全国パソコン技能競技大会など）
- 簿記（全国大学対抗簿記大会など）

- 機械系のメカニックや職人の競技の例としては、自動車整備技能競技（自動車整備）、時計技能競技（時計の修理）など。大会の例としては、国際技能競技大会、アビリンピック、国際障害者技能競技大会、技能五輪、全日本自動車整備技能競技大会、時計技能競技全国大会（全日本時計宝飾眼鏡小売協同組合 JOW・JAPAN）など。

## 建築物設計者を選ぶための競技会
- 設計競技（多数の設計者にルールや同一の条件などを与え設計の技を競わせて、優れた者の設計を実際の建築・建設に採用する制度）：建築・設計以外にも様々な産業分野で行われているビジネス上の慣習。